# Kościół w Kroppen
Kościół w Kroppen (niem. Dorfkirche Kroppen) – kościół protestancki zlokalizowany w niemieckiej wsi Kroppen (Brandenburgia) na Górnych Łużycach.

## Historia i architektura
Barokowy obiekt zbudowano w latach 1718 (1717)-1721 na miejscu starszej świątyni z 1613. Jest jednym z niewielu kościołów wzniesionych w południowej Brandenburgii w XVIII wieku. Fundatorem, budowniczym i patronem świątyni był hrabia i dyplomata elektora saskiego Fryderyka Augusta I, Georg von Werthern (1663-1721). Współpracował on z innymi współczesnymi architektami z Drezna, m.in. z Johannem Thomae. Ambonę wykonał Christian Näther. Wieża spłonęła w 1919 i została odbudowana przez Heinsiusa von Mayenburga. W 2003 stwierdzono naruszenie konstrukcji murów obiektu i rok później wykonano stabilizację metodą wtrysku wysokociśnieniowego. W wyniku tych prac nastąpiło dalsze osiadanie, które doprowadziło do dużych pęknięć w połaci dachowej i oderwania sztukaterii, a w efekcie przenikanie wilgoci. Remont doprowadzono do końca w latach 2007-2010. 

## Galeria

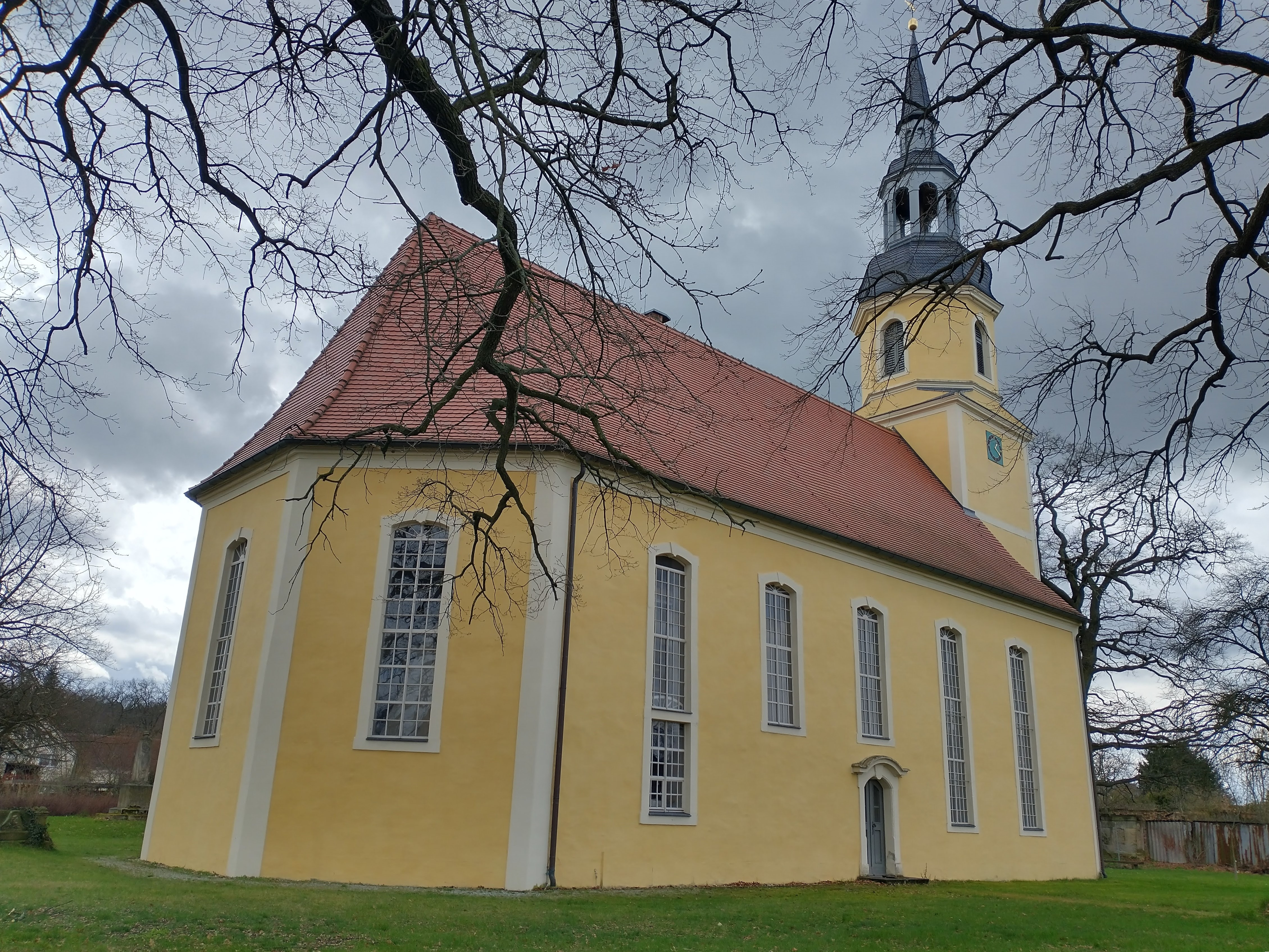
Widok od prezbiterium
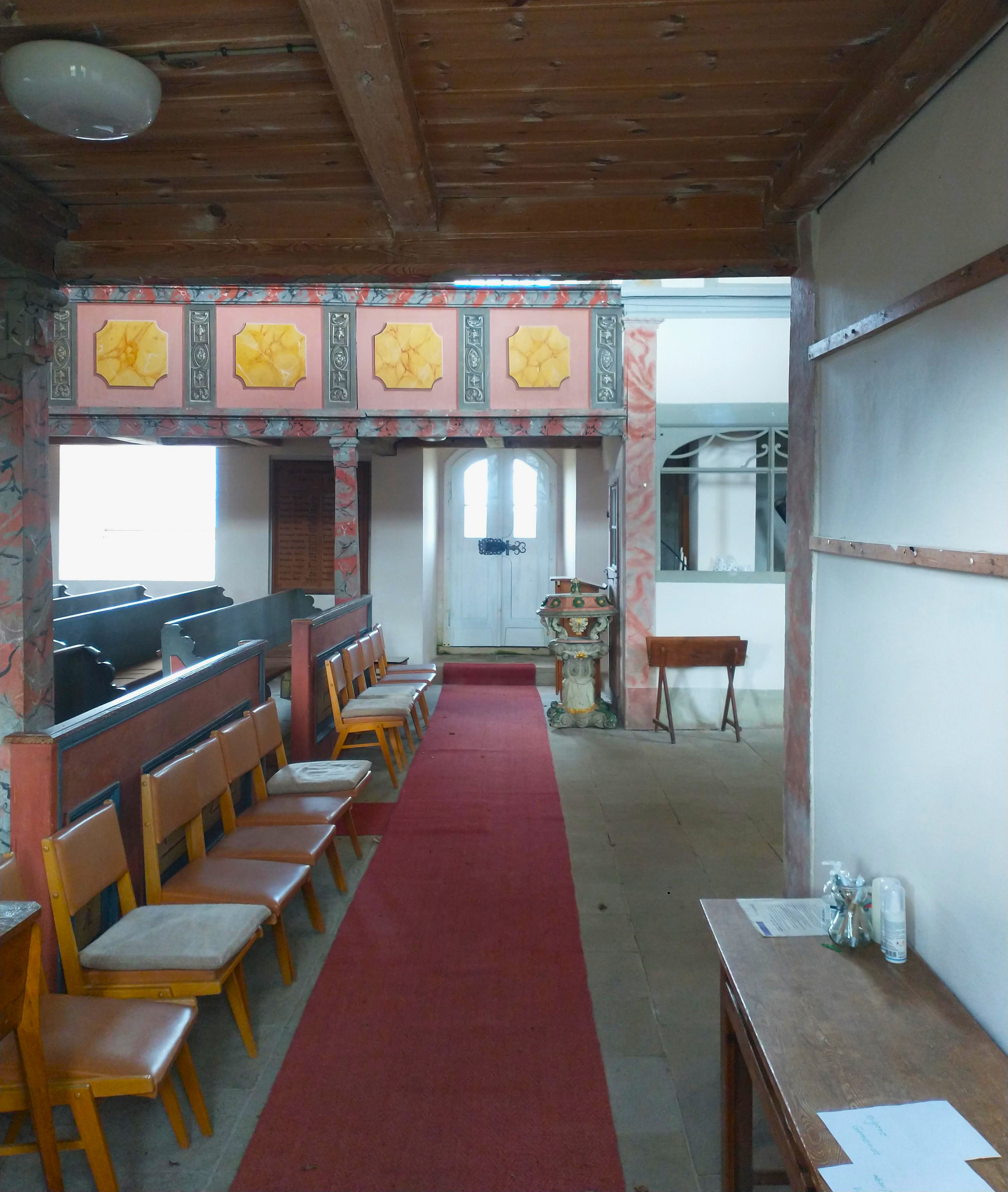
Fragment wnętrza
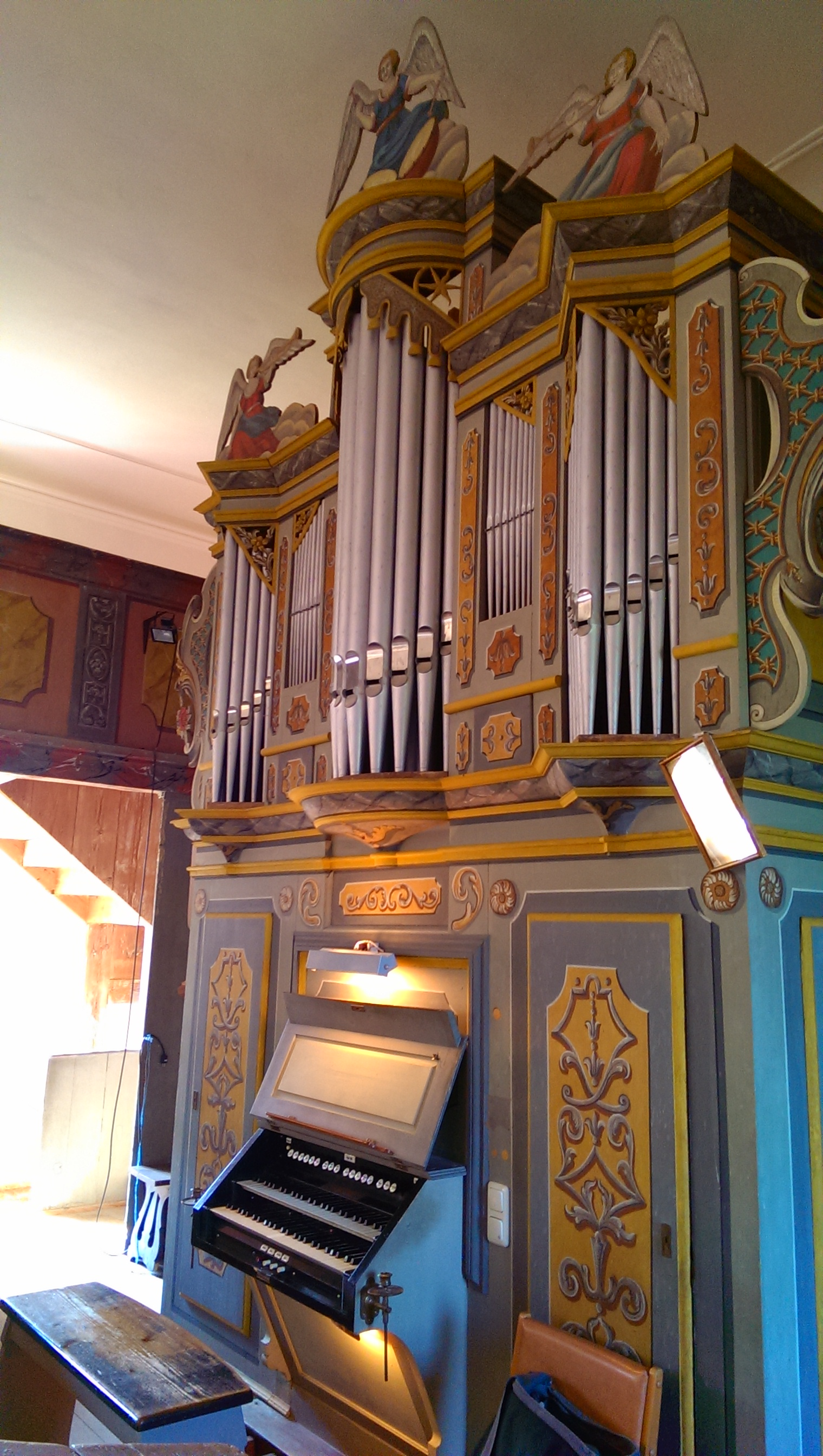
Organy